# 浙江省科技馆
浙江省科技馆于1991年成立，地处武林广场浙江省科协大楼，前身是1979年成立的科学会堂；位于西湖文化广场的新馆于2009年7月29日开放，每天限售门票3千张。

## 简介
科技馆新馆位于西湖文化广场A区，展项与装修投资1.5亿元。建筑面积30452平方米，是旧馆的30倍。常设展厅面积11113平方米。内社十大展区，共300多件展品。常设展区分三层，分别以“人与社会”、“人与科技”、“科学乐园”为主题。

## 展厅
有4D特效影院、球幕影院、3D漫游展厅、科普挂图等。
展品有登月火箭装置、戏水池、瞭望灯塔等。

## 参观
开放时间：周三至周日，9：00-16：30；售票时间：8：45-15：45。